# Vítězslav Veselý
Vítězslav Veselý (Hodonín, Checoslovaquia, 27 de febrero de 1983) es un deportista checo que compite en atletismo, especialista en la prueba de lanzamiento de jabalina.
Participó en cuatro Juegos Olímpicos de Verano, entre los años 2008 y 2020, obteniendo dos medallas de bronce, en Londres 2012 y Tokio 2020, y el séptimo lugar en Río de Janeiro 2016.
Ganó una medalla de oro en el Campeonato Mundial de Atletismo de 2013 y tres medallas en el Campeonato Europeo de Atletismo entre los años 2012 y 2016.

## Palmarés internacional
| Juegos Olímpicos   | Juegos Olímpicos         | Juegos Olímpicos  | Juegos Olímpicos |
| Año                | Lugar                    | Medalla           | Prueba           |
| ------------------ | ------------------------ | ----------------- | ---------------- |
| 2012               | Londres (Reino Unido)    | Medalla de bronce | Jabalina         |
| 2020               | Tokio (Japón)            | Medalla de bronce | Jabalina         |
| Campeonato Mundial |                          |                   |                  |
| Año                | Lugar                    | Medalla           | Prueba           |
| 2013               | Moscú (Rusia)            | Medalla de oro    | Jabalina         |
| Campeonato Europeo |                          |                   |                  |
| Año                | Lugar                    | Medalla           | Prueba           |
| 2012               | Helsinki (Finlandia)     | Medalla de oro    | Jabalina         |
| 2014               | Zúrich (Suiza)           | Medalla de plata  | Jabalina         |
| 2016               | Ámsterdam (Países Bajos) | Medalla de plata  | Jabalina         |